# Yuru-chara
Yuru-chara (ゆるキャラ, yuru kyara) est un terme japonais utilisé pour désigner une catégorie populaire de mascottes créées généralement pour promouvoir un endroit, une région, un événement, une organisation ou une entreprise. Elles se caractérisent par leur côté kawaii (mignon) et leur aspect peu travaillé, incorporant souvent des motifs représentant la culture, l'histoire ou la production locales. Elles sont créées par un gouvernement régional ou d'autres organisations pour stimuler le tourisme et le développement économique local, ou créées par une entreprise pour la représenter. Elles apparaissent en kigurumi (personne portant un déguisement) lors des événements promotionnels ou des festivals. Le Yuru-chara est devenu un commerce populaire et lucratif, avec la vente de produits dérivés, atteignant un chiffre d'affaires de 16 milliards $ au Japon en 2012.
Les mascottes yuru-chara les plus populaires sont Kumamon et Funassyi (en), qui ont gagné une reconnaissance internationale et ont acquis le statut de célébrité au Japon,.

## Étymologie
Le terme yuru-chara est une contraction de yurui mascot character (ゆるいマスコットキャラクター, yurui masukotto kyarakutā). L'adjectif yurui (緩い) signifie « relâché/mou », mais il peut être aussi traduit par « doux » ou « faible », « tranquille », « aimable » ou «
sans importance ».
Le terme gotōchi-kyara (ご当地キャラ, « personnage local ») est également utilisé pour faire référence spécifiquement aux mascottes locales qui sont la grande majorité des mascottes yuru-kyara.

## Concept
Le terme est inventé par l'illustrateur et critique culturel Jun Miura (ja) au début des années 2000 et malgré sa connotation négative, il est adopté par le public et les créateurs. Miura déclare qu'il y a trois exigences principales pour faire une mascotte yuru-chara :
1. Elle doit transmettre un message fort d'amour pour la ville ou la région représentées
2. Les mouvements ou le comportement du personnage doivent être originaux et maladroits
3. Le personnage doit être simpliste ou décontracté (yurui) et aimable

Certaines de ces exigences obligent la mascotte à être représentée par une personne en kigurumi.
Les mascottes yuru-chara sont souvent créées par des artistes amateurs, et leur concept est considéré comme naïf ou pauvrement travaillé, ou peuvent sembler schématiser ce qu'elles représentent. Ces caractéristiques rajoutent généralement à leur message, mais peuvent à l'occasion provoquer une réaction contraire : la présentation de Sento-kun (en) en 2008 a suscité une grande publicité négative parce qu'il est considéré comme « moche » et même « blasphématoire ».
Ces aspects amateurs et imparfaits sont ce qui séparent les yuru-chara des mascottes d'entreprises créées par des professionnels (par exemple Domo-kun), des mascottes sportives (comme celles des équipes de la ligue de baseball), et les mascottes commerciales comme Hello Kitty et Rilakkuma - qui sont toutes omniprésentes au Japon.

## Popularité
La popularité des mascottes yuru-chara au Japon est liée à l'attachement émotionnel historique pour les personnages non humains, comme dans le polythéisme ancien. Il y a également de nombreux animaux et créatures du folklore japonais, et certains types comme les tanukis ou les kappa et ont inspiré plusieurs conceptions yuru-chara.
Bien que le concept existe depuis un certain temps, le début de l'explosion du phénomène yuru-chara est crédité au personnage de Hikonyan (en), créé en 2007 pour marquer les 400 ans de la fondation du château de Hikone et qui a provoqué une hausse significative du tourisme et des ventes de produits dérivés du château et de la ville.
Depuis lors, le nombre de mascottes yuru-chara n'a cessé d'augmenter dans tout le pays. Des festivals et autres événements sont créés autour de ces mascottes, comme le Yuru-chara Matsuri (ゆるキャラまつり) qui est organisé en différents lieux depuis 2008. Quelques mascottes apparaissent également dans les conventions internationales, comme Funassyi et Kumamon au Japan Expo de 2014 à Paris, et un petit groupe au Japan Matsuri de 2014 à Londres.
Le catalogue Gotōchi-chara (ご当地キャラカタログ, gotōchi kyara katarogu) est une base de référence sur internet qui collecte des informations sur les gotōchi-chara, les yuru-chara et les héros locaux grâce à des contributeurs internautes. En octobre 2014, il dépasse les 3 000 personnages répertoriés.
La prolifération des yuru-chara est cependant devenue problématique dans certaines régions. En 2014, le gouvernement d'Osaka a exprimé son inquiétude concernant le trop grand nombre de mascottes locales, ce qui a tendance à diluer son identité.

### Grand Prix Yuru-chara
En 2010 est créé le Grand Prix Yuru-chara (ゆるキャラグランプリ, yuru kyara guranpuri) qui récompense la mascotte la plus populaire selon des votes du public. Hikonyan et Kumamon ont notamment gagné ce prix.
Il y avait 1 727 participants en 2015, dix fois plus que lors de la première édition. 192 de ces participants sont des gotōchi-chara (personnages régionaux), et 635 représentent des entreprises ou d'autres événements. Les résultats sont annoncés le 23 novembre après 50.57 millions de votes au total (deux fois plus qu'en 2014) et presque 7 millions de votes pour la mascotte gagnante, Shusse Daimyō Ieyasu-kun. Environ 77 000 personnes ont assisté à la remise du Grand Prix à Hamamatsu,.
| Années | Nombre de participants | Gagnant                                   |
| ------ | ---------------------- | ----------------------------------------- |
| 2010   | 169                    | Hikonyan (en) (Hikone)                    |
| 2011   | 349                    | Kumamon (préfecture de Kumamoto)          |
| 2012   | 865                    | Barysan (ja) (Imabari)                    |
| 2013   | 1580                   | Sanomaru (ja) (Sano)                      |
| 2014   | 1699                   | Gunma-chan (ja) (préfecture de Gunma)     |
| 2015   | 1727                   | Shusse Daimyō Ieyasu-kun (ja) (Hamamatsu) |

### Records
Les rassemblements dédiés aux Yuru-chara ont généré deux records du monde :
- la plus grande danse de mascottes : 134 mascottes ont dansé ensemble au parc à thème Huis Ten Bosch en 2013[14].
- le plus grand rassemblement de mascottes : 376 mascottes au 4e sommet annuel Yuru-chara à Hanyū en 2013[15].

## Caractéristiques
Les Yuru-chara tentent de dépeindre certains aspects des endroits qu'elles représentent, comme sa production locale, une figure historique ou légendaire, sa faune et sa flore, son architecture ou sa géographie. Cela est souvent incorporé dans son apparence physique d'une manière amusante ou particulière, par exemple Fukkachan (ふっかちゃん), mascotte de Fukaya a deux oignons verts poussant sur sa tête (les oignons verts étant une production populaire de Fukaya). Leurs noms peuvent également être un jeu de mots, comme avec Kumamon.
Lors des apparitions publiques, la plupart des yuru-chara ne parlent pas et se déplacent et agissent de manière amusante ou infantile. À l'exception entre autres de Funassyi et de Petit homme d'âge moyen (ちっちゃいおっさん, Chicchai Ossan) qui parlent, mais qui ne sont pas les représentants officiels d'un gouvernement local.

### Produits dérivés
La plupart des mascottes yuru-chara ont des produits dérivés à leur effigie. Par exemple des peluches, des porte-clés, des émoticônes pour LINE (une application de messagerie instantanée populaire au Japon) et des livres ou mangas. Pour les admirateurs adultes des yuru-chara, il existe également des produits dérivés comme du saké ou des cartes de crédit décorées.

### Musique
Les yuru-chara ont souvent une chanson thème qui leur est dédiée, comme Kumamon Taisō (くまモン体操) pour Kumamon qui a été vue plus de 2.6 millions de fois sur YouTube. Funassyi a également sorti deux chansons en 2013 et 2014 et même un album en 2014. Un groupe est formé en 2013 sous le nom de GCB47 (ja) (ご当地キャラクター・バンド・よんじゅうなな, gotōchi character band yonjū-nana) - un jeu de mots avec le groupe AKB48 et le nombre de préfectures du Japon - composé de six mascottes yuru-chara qui jouent d'instruments en costume et du chanteur/guitariste Yohsuke Ishida. Ils ont également sorti un single et se représentent souvent aux événements de yuru-chara.

### Jeux vidéo
En 2014, Bandai Namco sort le jeu vidéo Gotōchi Testsudō: Gotōchi-chara to Nipponzenkoku no Tabi (ご当地鉄道 ～ご当地キャラと日本全国の旅～, Train régional : Voyage à travers le Japon avec les gotōchi-chara) sur Nintendo 3DS et Wii U. C'est un jeu d'ambiance de style sugoroku dans lequel les joueurs voyagent dans tout le Japon et rencontrent des mascottes régionales gotōchi-chara (120 sont représentées dans le jeu) ainsi que les produits et spécialités locales. Le personnage d'Ojapon (おじゃポン) est créé pour promouvoir le jeu et participe également au Grand Prix Yuru-chara de 2014.
Funassyi et Kumamon apparaissent aussi en 2014 dans les jeux vidéo Taiko no Tatsujin. Kumamon est également présent dans le jeu vidéo de 2014 Yo-Kai Watch 2 sur Nintendo 3DS.